# Eden Park (Londra)

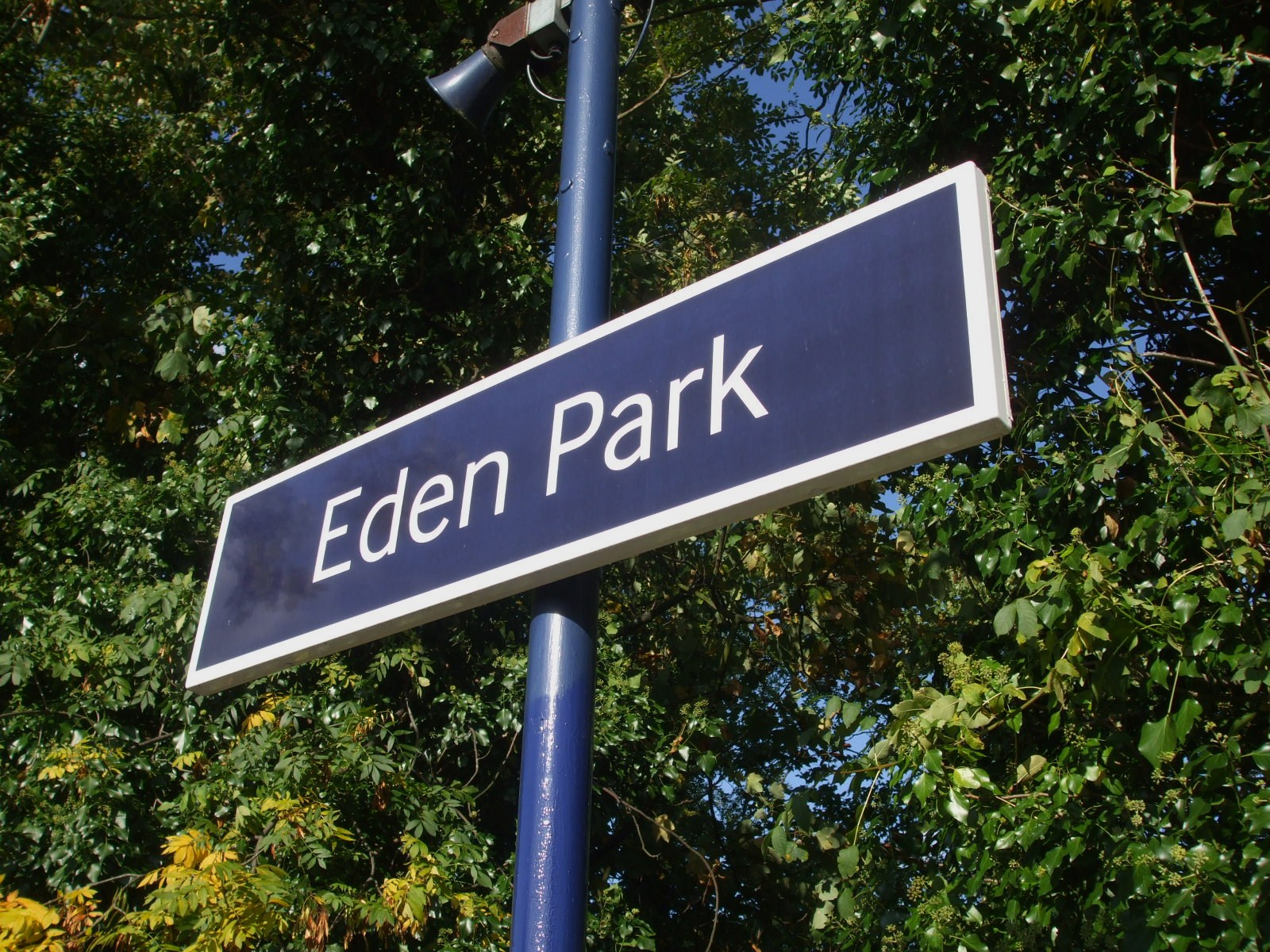
Cartello della stazione ferroviaria di Eden Park.

Eden Park è una località del Distretto di Bromley, Inghilterra. È un'area suburbana tra West Wickham, Elmers End e Shirley.
L'ospedale psichiatrico Bethlem Royal Hospital è situato nelle sue vicinanze.

## Luoghi vicini
- West Wickham
- Elmers End
- Shirley
- Beckenham

## Stazioni più vicine
- Stazione ferroviaria di Eden Park
- Stazione ferroviaria di West Wickham
- Stazione di Elmers End